# Aziz El Badraoui
 (juillet 2022).
Aziz El Badraoui (en arabe : عزيز البدراوي), né à Rabat le 12 décembre 1970, est un homme d'affaires marocain, président-directeur général du groupe Ozone Environnement et Services, dirigeant de football et président du Raja Club Athletic entre le 16 juin 2022 et le 26 mai 2023.
Titulaire d'un doctorat en environnement et en protection de l’écosystème à l'Université de Bayreuth, il occupe des postes sensibles chez des grandes multinationales comme Veolia, Pizzorno et GMF. En 2008, il crée le groupe Ozone Environnement et Services avec des moyens modestes. Une décennie après, le groupe est devenu un pilier au Maroc et en Afrique de la gestion des déchets et du développement durable, regroupant 00 contrats et près de 11600 salariés.

## Biographie

### Enfance
Aziz El Badraoui nait le jour le 12 décembre 1970 dans la capitale du Maroc, Rabat. Il grandit dans le quartier populaire de Takadoum situé au centre de la ville, où il aimait jouer au football dans ses ruelles. Sportif dès son jeune âge, il a évolué dans plusieurs équipes amateurs du quartier et a été coureur au Stade Marocain avec les minimes et les cadets.  
Un Chaoui originaire de Benslimane, son père a exercé au sein des Forces armées royales marocaines et a notamment participé à la Guerre d'Indochine pendant le Protectorat français au Maroc. De retour au pays, il rejoint la Garde royale marocaine avec le grade de caporal. Il souhaitait voir son fils intégrer l'École nationale forestière d'ingénieurs avant qu'il ne décède en 1994.

### Formation
Il fait ses études au Collège Talha Ibn Oubaid Allah et termine le cycle secondaire dans le Lycée Allal El Fassi où il obtient le baccalauréat. Ensuite, il suit un Master spécialisé dans l'environnement et l'aménagement du territoire à la Faculté des sciences de Fès.
Il rejoint l'Université Mohammed-V de Rabat et bénéficie d’un partenariat avec le Ministère allemand de la Coopération économique qui lui permet d'aller en Allemagne pour intégrer l'Université de Bayreuth. Aziz El Badraoui y obtient un doctorat couronné par la soutenance de thèse sur l’environnement et la protection de l’écosystème. «Je n’ai jamais vraiment rêvé de faire des études supérieures, de trouver des inventions pour la science ni même de devenir patron. Je voulais seulement survivre.» précise-t-il.

## Carrière

### Débuts
Aziz El Badraoui force les portes du monde professionnel et se taille une jolie réputation lors de ses passages chez Veolia, Pizzorno ou Tecmed. Il franchit un palier supplémentaire chez GMF où il se distingue par ses qualités d’organisation et ses choix stratégiques et devient directeur à Fès.

### Ozone Environnement et Services
En 2008, il démissionne de GMF et créé la société Ozone Environnement et Services, avec 20.000 DH de capital, 4 femmes de ménage et 540.000 DH de chiffre d’affaires. En fin d'année, il signe le premier grand contrat d’Ozone avec le Ministère chargé des Marocains Résidant à l’Étranger (MRE). La ville de Bouznika fut le premier grand marché pour le Groupe Ozone Environnement et Services.
Son réseau bâti depuis ses premières expériences professionnelles lui permet d'empiler les contrats de délégation et de faire de sa société un des piliers nationaux du secteur de gestion des déchets, de protection de l'environnement et du développement durable.
Le 11 septembre 2011, Ozone signe un contrat de gestion des déchets avec la ville de Fès pour une durée de 7 ans. Plus tard, il a été prolongé jusqu’en 2023 avec une enveloppe annuelle de 130 millions DH. Avec 1,8 million d’habitants et mille tonnes de déchets par jour, Fès est la vitrine de la qualité de service d’Ozone. La ville est aussi la première du Royaume à se doter d’un centre de tri automatique des déchets, qui est également le premier de son genre en Afrique.

### Leadership marocain et africain
En 2018, il est reçu à Monrovia par George Weah, ancien footballeur, 40e Ballon d’or et actuel Président de la République du Liberia, pour conclure un marché de plus de 17,4 millions de dollars.
En 2019, Il a été élu par la Maghreb Arabe Presse (MAP) parmi les 12 personnalités marocaines ayant marqué l’année 2018 de leur parcours professionnel et leurs initiatives citoyennes. En mars de la même année, il a été classé, lors du concours G2T Global Awards, 8e président sur les 100 meilleurs dirigeants au Monde Arabe, lors d’une cérémonie organisée dans l’Hôtel Marriott Charles de Gaulle, à Paris.
Premier groupe marocain qui s'est lancé à la conquête du marché de la gestion des déchets en Afrique, Ozone a signé des contrats au Soudan, en Côte d'Ivoire, au Ghana, au Bénin et en Guinée avec pas moins de cinq communes à Conakry. À Bamako, capitale du Mali, Ozone est responsable du tri, de l’exploitation des déchets organiques et de l’assainissement liquide avec un contrat annuel de 150 millions DH. Ozone emploie plus de 7 000 personnes dont 2 000 en dehors du Maroc.
Le groupe est le leader africain de son secteur avec un chiffre d’affaires de 800 millions de DH en 2018, dont 270 millions de DH réalisés en dehors du Maroc. En 2020, Ozone a un portefeuille de 34 sociétés, 1.200 engins et plus de 57 contrats de gestion déléguée au Maroc, dont Salé, Marrakech, Khouribga, Essaouira, Saïdia et Laâyoune. 
En 2022, le groupe Ozone Environnement et services devient Zazia Holding qui regroupe 67 sociétés et emploie près de 11600 salariés.

### Présidence du Raja CA
Le 23 mai 2022, Aziz El Badraoui exprime sa volonté de devenir président du Raja Club Athletic après l'annonce de la démission de l'actuel président Anis Mahfoud et de son comité en fin de saison. Il rencontre d'abord les anciens présidents, plus connus sous le nom des « sages », les adhérents puis Anis Mahfoud pour fixer une date pour l'assemblée générale extraordinaire,.
Le 3 juin, il dépose son dossier de candidature au Complexe sportif Raja-Oasis en vue de l'assemblée générale prévue le 16 juin. Le 8 juin, la période légale de dépôt des candidatures arrive à terme, il devient donc le seul candidat à la présidence du club.
Le 16 juin, Aziz El Badraoui est élu président du Raja Club Athletic à l'unanimité par l'assemblée générale élective et promet une “nouvelle ère”. Le 23 août au Centre sportif de Maâmora, il est élu vice-président de la Ligue nationale de football professionnel au terme de l’assemblée générale élective.
Le 22 septembre 2022, il inaugure l'Académie du Raja Club Athletic en présence d'une centaine d'invités dont Fouzi Lekjaa et le Wali de la région de Casablanca-Settat, Said Ahmidouch. Il a notamment souligné que le Raja CA s’est doté de l’une des meilleures infrastructures sportives à l’échelle africaine.
Le 26 mai 2023, il démissionne de ses fonctions et Mohamed Boudrika lui succède en battant Said Hasbane aux élections. 

## Mandats
- Haut cadre à Pizzorno
- Directeur régional à GMF Pompage Assainissement (2005-2008)
- PDG du groupe Ozone Environnement et Services (depuis 2008)
- Président du Raja Club Athletic (16 juin 2022-26 mai 2023)
- Vice-président de la Ligue nationale de football professionnel (23 août 2022-2023)

## Vie privée
Il est marié et a deux enfants; Inès (née en 2008) et Ilyas (né en 2013).  Interpellé le 5 février, Aziz El Badraoui, fondateur du groupe Ozone Environnement et Services, croupit depuis dix jours en prison dans le cadre d’une affaire de détournement de fonds publics et de faux et usage de faux. Selon plusieurs sources, l’enquête porte sur un contrat signé avec Bouznika, ville balnéaire située dans la région de Casablanca-Settat et alors dirigée par Mohamed Karimine – lui aussi aujourd’hui en détention préventive à la prison d’Oukacha, à Casablanca, rappelle le magazine Jeune Afrique.
«D’après les mêmes sources, l’arrestation d’Aziz El Badraoui, qui fut, par ailleurs, président du célèbre club du Raja de Casablanca, a eu lieu à la suite d’une dénonciation faite par un conseiller communal de Bouznika», lit-on.
La question qui se pose est que va devenir son groupe, Ozone Environnement et Services. Le groupe, qui réalise un chiffre d’affaires de près d’1 milliard de dirhams, concurrence des géants comme les français Veolia et Suez. Si cette affaire entache son image de fleuron de la propreté urbaine, l’entreprise ne devrait pas être affectée, dans son fonctionnement, par l’absence de son fondateur. En juin 2023, Aziz El Badraoui s’était retiré de sa gestion en démissionnant de son poste de président du conseil d’administration au profit de Mohamed El Ouessy, jusque-là directeur des affaires administratives, juridiques et sociales.
Diplômé en droit de la Faculté des sciences juridiques, économiques et sociales de Souissi, Mohamed El Ouessy dirige Ozone aux côtés d’autres responsables, au premier rang desquels Hanane Benamar, la directrice générale déléguée.
Passé par Veolia et Pizzorno avant de fonder son propre groupe, en 2008, Aziz El Badraoui, 53 ans, est devenu en l’espace de quinze ans un acteur majeur du secteur de la gestion des déchets. «Attributaire d’une soixantaine de contrats au Maroc, Ozone Environnement et Services étend depuis quelques années sa présence en Afrique subsaharienne, au Mali, en Côte d’Ivoire, en Guinée ou encore au Soudan», lit-on.